# Aspidifrontia corticea
Aspidifrontia corticea är en fjärilsart som beskrevs av George Francis Hampson 1910. Aspidifrontia corticea ingår i släktet Aspidifrontia och familjen nattflyn. Inga underarter finns listade i Catalogue of Life.